# Bel & Main Vienna

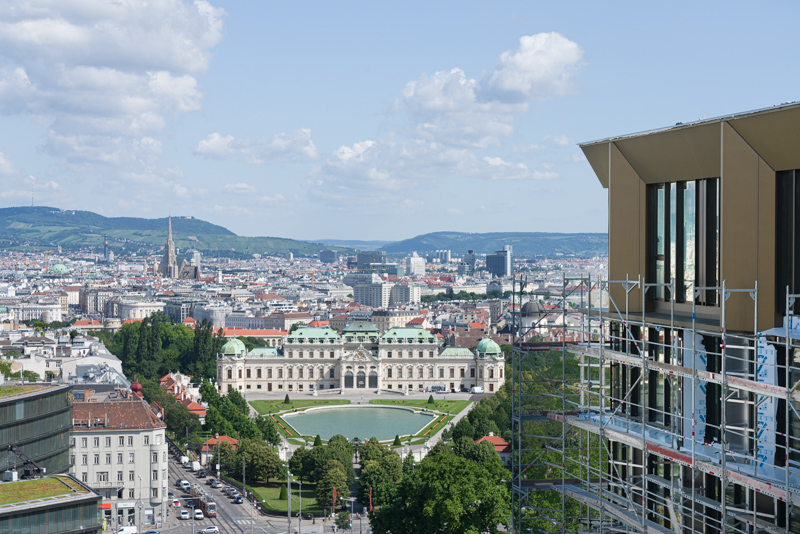
Aussicht über die Wiener Innenstadt

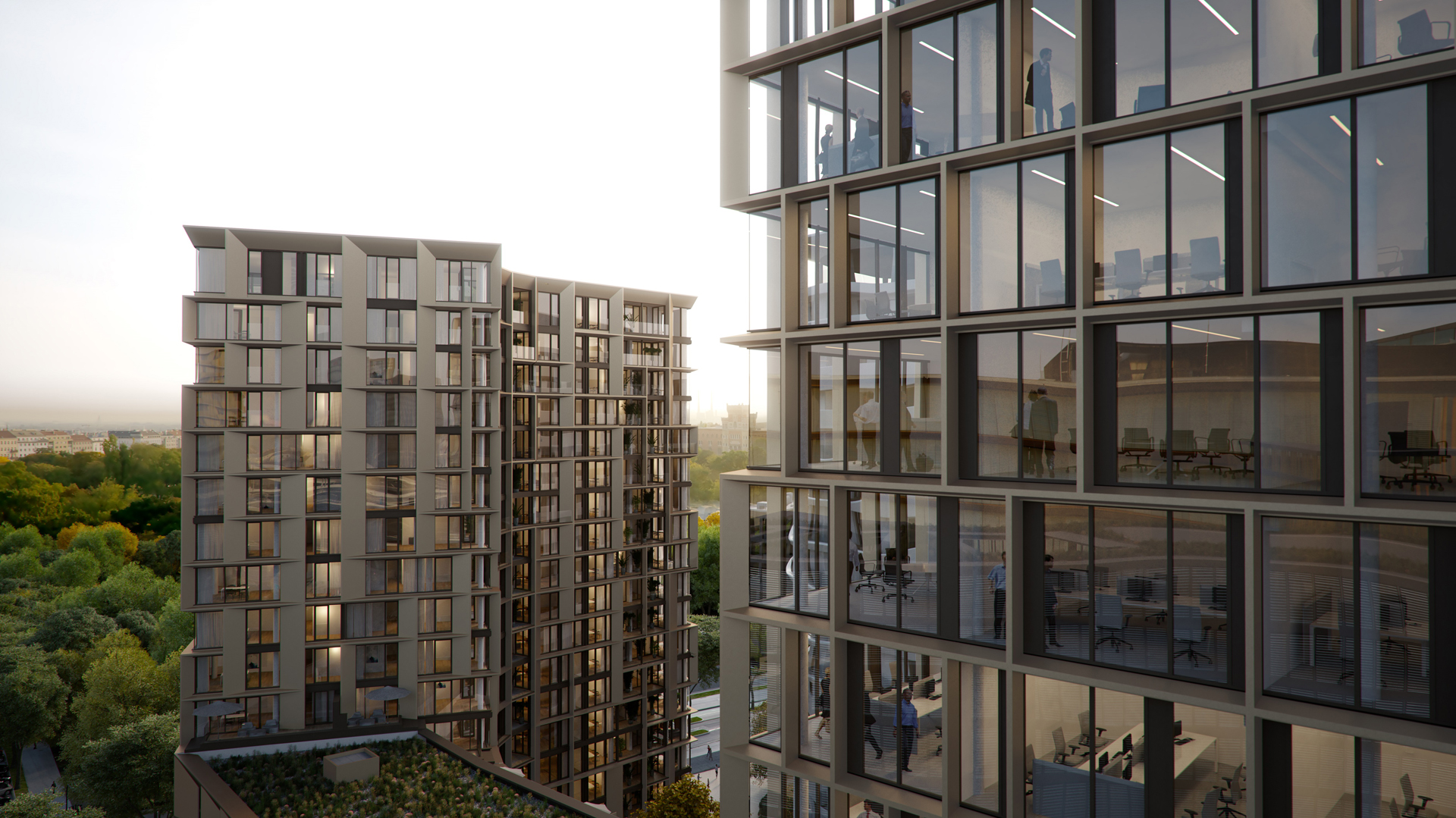
Bel & Main Vienna bei Dämmerung

Bel & Main Vienna (Originalschreibweise: BEL & MAIN Vienna) ist ein Stadtentwicklungsprojekt bestehend aus mehreren Gebäuden im neuen Quartier Belvedere nahe dem Wiener Hauptbahnhof.

## Geschichte

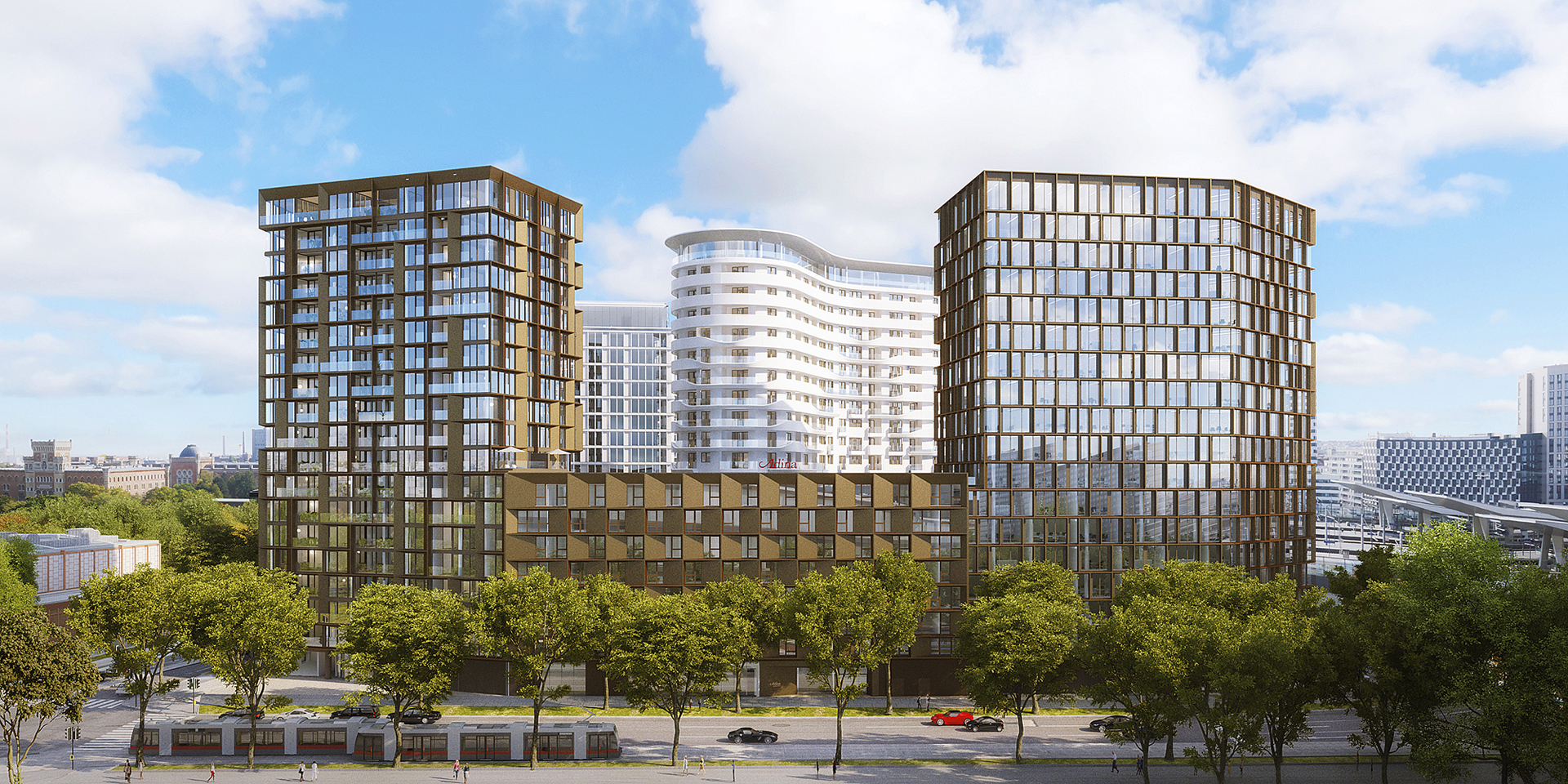
Bel & Main Vienna

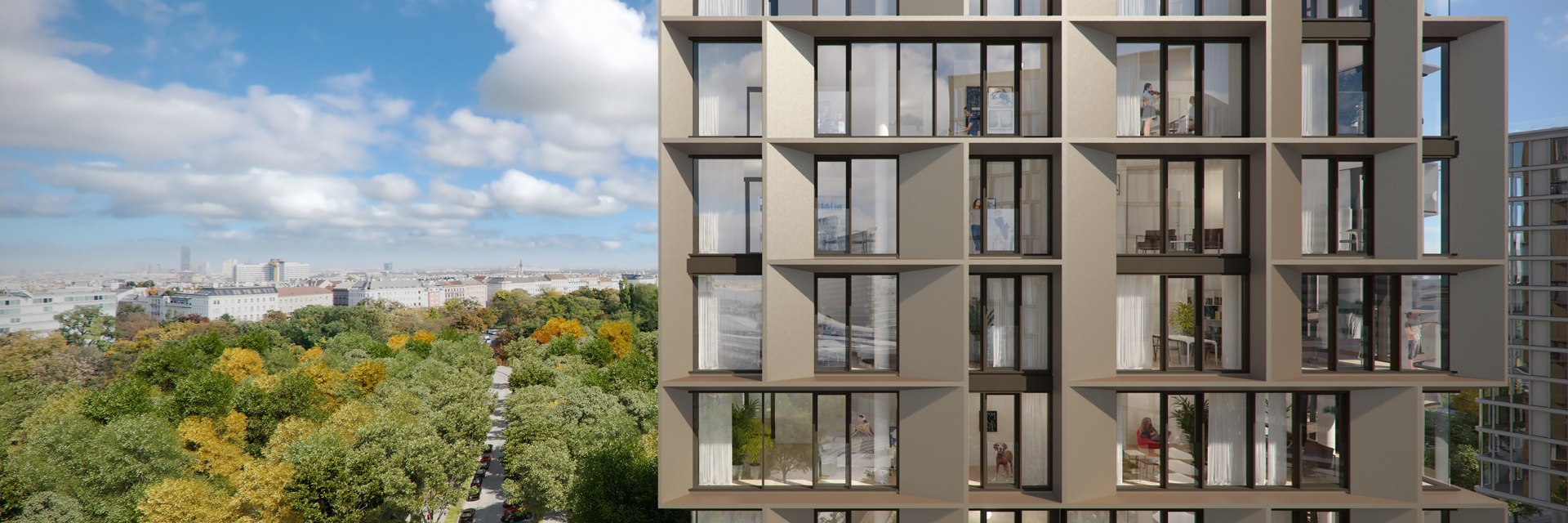
Bel & Main Residences mit Schweizergarten vis à vis

Auf dem Areal des ehemaligen Südbahnhofs wurde der neue Hauptbahnhof Wien, der die Süd-, Ost- und Laaer Ostbahn verknüpft, errichtet. Gleichzeitig entstehen hier zwei neue Stadtteile – das Quartier Belvedere und das Sonnwendviertel. Am Standort Quartier Belvedere wird u. a. das Bel & Main Vienna erbaut.
Ursprünglich gehörte das Grundstück der Erste Bank, die im Zuge des Verkaufs 2013 ein Konzept für die Bebauungsstruktur verlangte. Aus dem Tenderverfahren ging der Bauträger BAI als Bestbieter hervor und erhielt den Zuschlag. 2017 wurde das Projekt „Wohnen am Schweizergarten“ von Signa im Zuge der Übernahme der BAI erworben und in weiterer Folge – inspiriert durch die Lage zwischen Schloss Belvedere und der „Main Station“ am Hauptbahnhof – in Bel & Main Vienna umbenannt. Ursprünglich war die Entwicklung als reines Wohnbauprojekt konzipiert. Letztendlich realisiert werden seit dem Baubeginn im Frühjahr 2018 auf einem Baufeld in der Größe von rd. 12.000 m² ein gemischt genutzter Gebäudekomplex, bestehend aus vier Baukörpern – zwei Wohnhochhäuser, ein Bürohaus und ein Hotel – mit einer Bruttogeschoßfläche von rd. 64.000 m². Die Fertigstellung ist für Mitte 2021 vorgesehen.
Der Wohnteil des Projekts wurde im Jahr 2019 laut eigenen Angaben auf der Webseite an eine amerikanische Investmentgesellschaft verkauft.

### BelView Apartments
Die BelView Apartments bezeichnen einen der beiden Wohntürme von Signa, der vom Bauträger BAI vermarktet wird. Dieser umfasst insgesamt 249 Mietwohnungen, die ab Januar 2021 unbefristet als Erstbezug vermietet werden. Bezugsfertig sind die Wohnungen ab April 2021.
Das Wohnobjekt BelView Apartments verfügt über ein umfangreiches Service-Angebot, wie z. B. einen hauseigenen Fitnessraum für die Bewohner, einen Saunabereich, einen Gemeinschaftsraum mit Küche und Zugang zur Plaza, eine Waschküche sowie über Indoor-Paketboxen mit Rücksendemöglichkeit. Die Apartments werden mit Fußbodenheizung geheizt und sind u. a. mit einem intelligenten Beschattungssystem ausgestattet. Jede der Zwei- bzw. Drei-Zimmer-Wohnungen verfügt über einen Balkon oder eine Loggia.

### Bel & Main Residences
Das zweite Wohnprojekt, die Bel & Main Residences, wird von Signa vermietet und ist ab Februar 2021 bezugsfertig. Die 209 Wohnungen sind hochwertig ausgestattet und erfüllen mit Größen von rund 55 bis 204 m² unterschiedliche Wohnbedürfnisse.
Die durchdachte Ausstattung der Apartments reicht u. a. von einem intelligenten Beschattungssystem über ein state-of-the-art Deckenkühlungssystem, Kellerabteile mit eigenem Stromanschluss, ein Sicherheitskonzept für das Gebäude sowie die Wohnungen, bis hin zu einem Gemeinschaftsraum, einem digitalen Concierge-Service sowie indoor-Paketboxen mit Rücksendemöglichkeit. Die Gebäude besitzen ebenfalls eine Gartenanlage.
Alle Bauteile von Bel & Main Vienna wurden 2018 und 2019 verkauft. Investoren sind die Bayerische Versorgungskammer (BVK), die Versicherungskammer Bayern (VKB) und ein österreichischer Investor, der den von der Erste Bank gemieteten Büroturm und das Adina Hotel erworben hat.

## Lage

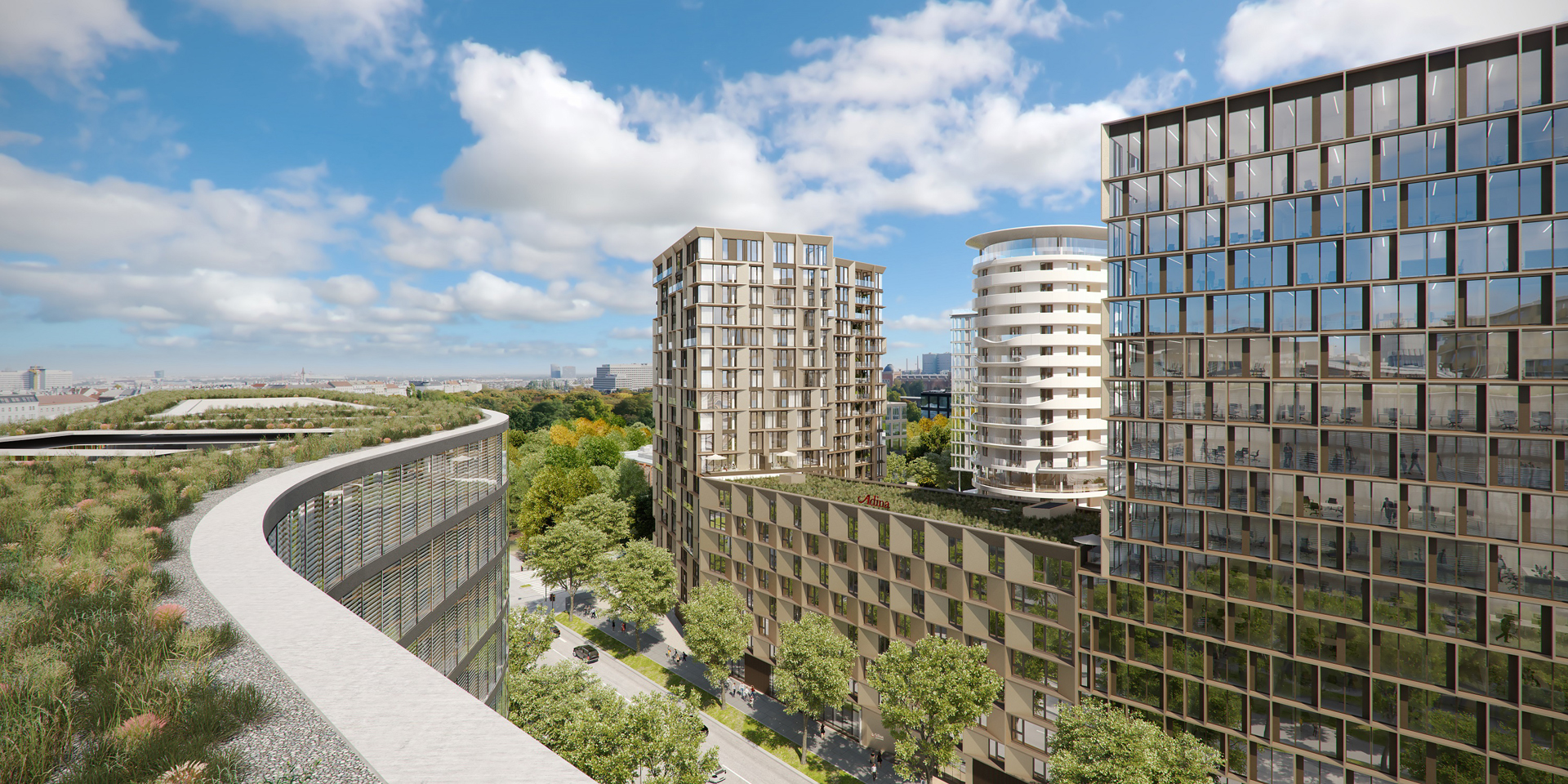
Blick auf das Gebäudeensemble Bel & Main Vienna

Das Grundstück liegt in unmittelbarer Nähe zum Hauptbahnhof Wien an der Ecke Arsenalstraße/Canettistraße zwischen dem Campus der Erste Bank und dem Hotel ANdAZ Vienna Am Belvedere bzw. den Parkapartments am Belvedere. Auf der anderen Seite der Arsenalstraße – direkt gegenüber – befindet sich das Museum Belvedere21 (vorm. 21er Haus).

## Architektur
Für die Planungen von Bel & Main Vienna ist eine Arbeitsgemeinschaft aus den international bekannten Architektenteams von Delugan Meissl Associated Architects DMAA, Coop Himmelb(l)au und Architektur Consult verantwortlich. Die Bel & Main Residences, das von Adina betriebene Hotel und der Erste Tower stammen aus der Feder von DMAA. Der von Coop Himmelb(l)au geplante Turm „BelView Apartments“ sticht aufgrund seiner nierenförmigen Geometrie hervor. Die Flanken der Baukörper sind abgekurvt und zurückgeschwenkt, um – laut Architekten – mit den Nachbarbauten, Erste-Campus von Henke & Schreieck und „Hotel Andaz Vienna Am Belvedere“ zu kommunizieren. Der Frontalblick auf die gegenüberliegenden Bauten wird durch die Abwinkelung vermieden. Nach innen ist ein Hofbereich für alle Gebäude als Freiraum ausgebildet. Die einzelnen Baukörper sind durch eine Tiefgarage mit 400 Stellplätzen verbunden.